# Johann Christoph Bach (1671-1721)

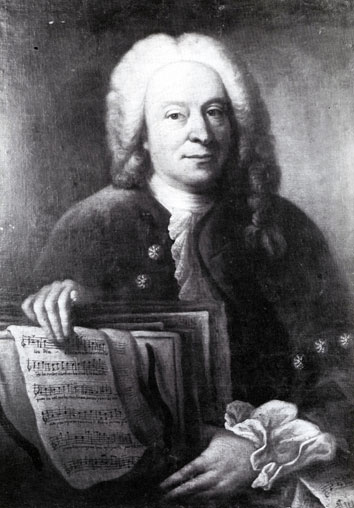
Pintura de Johann Christoph BachAutor desconocido

Johann Christoph Bach (8 de diciembre de 1671-31 de marzo de 1721) fue un organista y compositor alemán.

## Biografía
Hijo mayor de Johann Ambrosius Bach y hermano de Johann Sebastian Bach, nació y estudió en Erfurt con el gran Johann Pachelbel y más tarde ayudó a su pariente mayor Heinrich Bach, en Arnstadt. Fue nombrado organista en Ohrdruf en 1690, puesto que tuvo durante el resto de su vida. En esta ciudad, después de la muerte de su padre, trajo y se encargó de su hermano Johann Sebastian, siendo probablemente uno de sus profesores de música y clavicémbalo. Murió en Ohrdruf, a los 50 años.

## Descendencia
Hijos suyos fueron:
- Johann Andreas Bach.
- Johann Bernhard Bach (1700-1743).
- Johann Christoph Bach (1702-1756).
- Johann Heinrich Bach.